# Christoph Nuehlen
Christoph Nuehlen (...) è un drammaturgo tedesco.
Ha studiato la cinematografia, la filologia e la legge nello Germania e Scozia. Egli è un dottore in filosofia e diretto per quattro anni, il Festival del Cinema tedesco chiamato FILMZ. Dal 2010 vive e lavora come regista teatrale a Weimar.

## Filmografia

### Regista
- Christine (1998)
- Videoflashback (2000)
- Firestarter (2001)
- Morning (2002)
- Omaliopa (2005)

### Produttore
- Sand (1998)
- Christine (1998)
- Videoflashback (2000)
- Morning (2002)
- House of the Dead (2003)
- Omaliopa (2005)
- Kleine Brötchen (2007)
- Süsses Wasser (2008)
- Templar (2009)
- Armenia (2015)